# Heinrich Wangnereck (Theologe)
Heinrich Wangnereck (lat. Henricus Wagnerekius) (* Juli 1595 in München; † 11. November 1664 in Dillingen) war ein deutscher katholischer Theologe, Jesuit, Professor und Universitätskanzler. Er verfasste auch Schriften unter seinem Pseudonym Ernestus de Eusebiis.

## Leben
Im Alter von 16 Jahren beendete er 1611 seine Gymnasialstudien am Jesuitengymnasium in München, trat anschließend in den Jesuitenorden in Landsberg ein und durchlief die Ausbildung als Jesuit, wobei er selbst zwischenzeitlich als Gymnasiallehrer tätig war. Er wurde Professor für Philosophie und Theologie an der Universität Dillingen, deren Kanzler er über 24 Jahre war. Er wurde auch bekannt als Prediger. Im Jahre 1665 wurde er nach Lindau als Superior und Missionar geschickt. Nach fünf Jahren kehrte er nach Dillingen zurück, wo er bis zu seinem Lebensende Kanzler blieb. Er genoss eine Reputation als Gelehrter, den viele weltlichen Fürsten und Kirchenobere (Bischöfe) in Deutschland in vielen wichtigen kirchlichen und weltlichen Angelegenheiten um Rat baten.
Seine 24 Werke sind hauptsächlich über die Theologie. Er nahm Teil an kirchenpolitischen Streitfragen so wie z. B. die Restituierung von Bistümern und Abteien in protestantischen Gebieten, wo er mit Melchior Cornäus, einem Jesuiten gegen den Protestanten Johann Georg Dorsche argumentierte. Er wurde von seinem Ordensgeneral einmal bestraft, als er respektlos über den bayerischen Fürsten äußerte. Sein erstes Werk Notae in confessiones S. Augustini, wurde 1630 publiziert und gilt bis heute als Klassiker. Weitere Auflagen dieses Klassikers erschien im 20. Jahrhundert.

## Schriften
- Notae in confessiones S. Augustini. 1630.